# Jachtslot

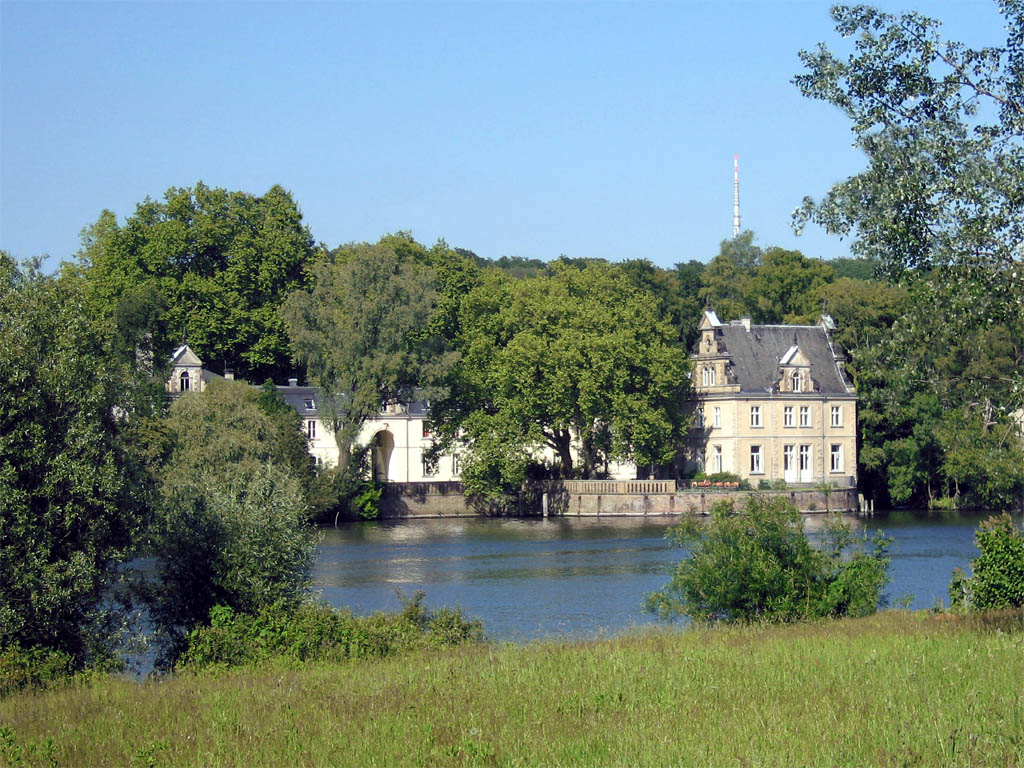
Jachtslot Glienicke.

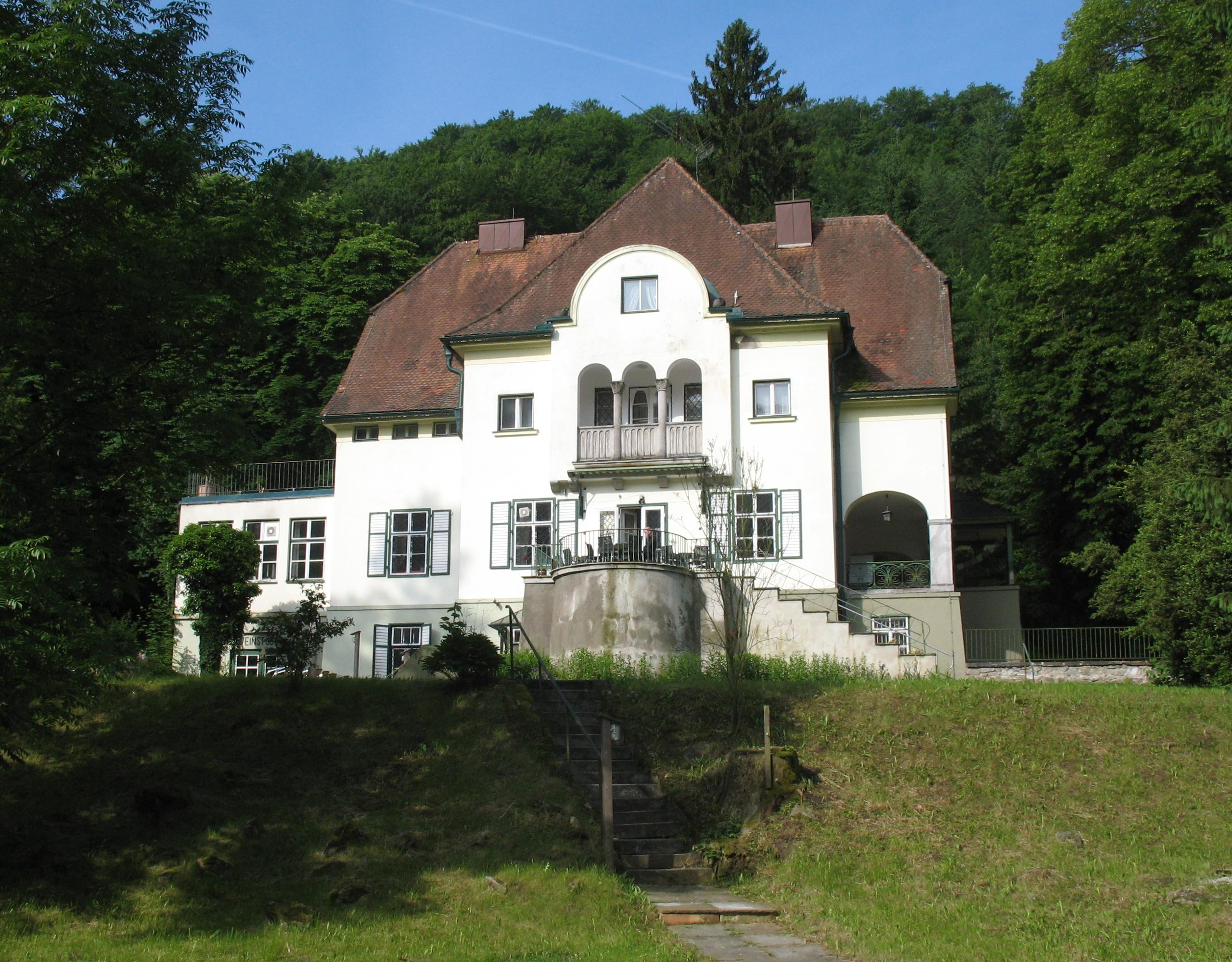
Jachtslot in Dunkelsteinerwald-Kochholz

Een jachtslot of jachthuis is een kasteelachtig gebouw dat zich bevindt in of nabij een landgoed waarin gejaagd kan worden. Oorspronkelijk was een jachtslot eigendom van een feodaal heer en diende tot vermaak. Reeds tijdens de hoge middeleeuwen werden dit soort jachtsloten benut.
Een voorbeeld van een dergelijk jachtslot is Haanwijk in Noord-Brabant (vanaf 1306). In sommige jachtsloten werd ook het interieur aan de jacht aangepast, met hertengeweien en dergelijke aan de wand.
Ook in later tijden werd nog wel een jachtslot gebouwd, bijvoorbeeld door rijke industriëlen die een landgoed hadden gekocht of ingericht. Bekende voorbeelden van een dergelijk modern jachtslot zijn Jachtslot de Mookerheide (1902) en het Jachthuis Sint-Hubertus (1920).
Hoewel de begrippen jachtslot en jachthuis niet altijd eenduidig zijns afgebakend, wordt onder het laatste doorgaans een huis of boswachterswoning verstaan die te midden van de bossen ligt en in het geheel geen kasteelachtig uiterlijk heeft. Vaak wordt de gevel opgesierd met een gewei.